# Eudryoctenes spinipennis
Eudryoctenes spinipennis är en skalbaggsart som beskrevs av Stefan von Breuning 1978. Eudryoctenes spinipennis ingår i släktet Eudryoctenes och familjen långhorningar. Inga underarter finns listade i Catalogue of Life.